# Kuntadevi
Kuntadevi – gaun wikas samiti we wschodniej części Nepalu w strefie Sagarmatha w dystrykcie Okhaldhunga. Według nepalskiego spisu powszechnego z 2001 roku liczył on 555 gospodarstw domowych i 2616 mieszkańców (1393 kobiet i 1223 mężczyzn).